# Gekon olbrzymi
Gekon olbrzymi (Rhacodactylus leachianus) – gatunek gada z rodziny Diplodactylidae, największy żyjący współcześnie przedstawiciel kladu Gekkota. Większy od niego był jedynie nowozelandzki Hoplodactylus delcourti, obecnie uważany za gatunek wymarły.

## Taksonomia i nazewnictwo
Historycznie wyróżniano trzy podgatunki gekona olbrzymiego: R. l. aubrianus, R. l. henkeli oraz R. l. leachianus, jednak na podstawie najnowszych badań molekularnych, żadna z populacji nie otrzymała statusu podgatunku.
Epitet gatunkowy honoruje angielskiego zoologa Williama Elforda Leacha.

## Występowanie
Zasięg występowania obejmuje Nową Kaledonię (jej południową i wschodnią część) i sąsiednie wyspy. Mimo że jest stosunkowo szeroko rozprzestrzeniony, nie należy do pospolitych gatunków.

## Budowa ciała
Osiąga długość 25,5 cm od czubka pyska do nasady ogona (długość całkowita do 40 cm) i waży do 800 g. Ciało silnie zbudowane, wzdłuż jego boków, od głowy do ogona, ciągnie się fałd skórny. U nasady krótkiego, grubego ogona występuje pierścieniowate nabrzmienie, działające jak przylga.
Ubarwienie zmienne, od szarego, przez brązowe po zielone, często marmurkowanie cętkowane.

## Biologia i ekologia

### Tryb życia
Żyje na drzewach. Jest aktywny głównie nocą, lecz może się wygrzewać w promieniach słońca w ciągu dnia.
Jest mało ruchliwy. W razie schwytania nie kąsa, zaś podrażniony mruczy bądź wydaje skrzeczący odgłos podobny do szczekania psa.

### Odżywanie
Żywi się rozmaitymi organizmami zwierzęcymi, w tym większymi, jak duże owady, małe ptaki i gryzonie. Zjada również części roślin, w tym liście, kwiaty oraz, bardzo chętnie, banany i inne soczyste owoce.

### Rozród
Samica składa dwa jaja o wymiarach 1,9 × 3,5 mm i masie 6,5 g. Młode, o długości około 8 cm, wylęgają się po 2 miesiącach. Może mieć do 10 lęgów w ciągu roku.

## Status zagrożenia i ochrona
Międzynarodowa Unia Ochrony Przyrody nadała gekonowi olbrzymiemu status LC (najmniejszej troski). Na obszarze swojego występowania jest objęty ochroną, jednak nie jest objęty konwencją waszyngtońską CITES.

## Folklor
Niektórzy Kanakowie boją się gekona olbrzymiego. Wynika to z przesądu, że potrafi on przylgnąć do osoby i wyrwać jej duszę.

## Hodowla w niewoli
Gatunek ten rozmnaża się w niewoli. Można go hodować w dużym terrarium, jako gatunek nadrzewny powinien mieć zapewnioną dużą pionową przestrzeń. Można trzymać razem parę osobników. Żywienie standardową karmą dla gekonów. Żywe owady mogą być podawane jako suplement. W niewoli żyje do 20 lat.